# Szaada kormányzóság

Szaada kormányzóság elhelyezkedése Jemenen belül

Szaada kormányzóság (arabul محافظة صعدة [Muḥāfaẓat Ṣaʿda]) Jemen huszonegy kormányzóságának egyike. Az ország északnyugati részén fekszik. Nyugaton és északon Szaúd-Arábia, keleten és délkeleten Dzsauf, délen Amrán, délnyugaton pedig Haddzsa kormányzósággal határos. Székhelye Szaada városa. Területe 14 364 km², népessége a 2004-es népszámlálási adatok szerint 695 033 fő.

## Fordítás
Ez a szócikk részben vagy egészben  a   Governorates of Yemen című angol Wikipédia-szócikk ezen változatának fordításán alapul.  Az eredeti cikk szerkesztőit annak laptörténete sorolja fel. Ez a jelzés csupán a megfogalmazás eredetét és a szerzői jogokat jelzi, nem szolgál a cikkben szereplő információk forrásmegjelöléseként.